# Мидлтон (остров)

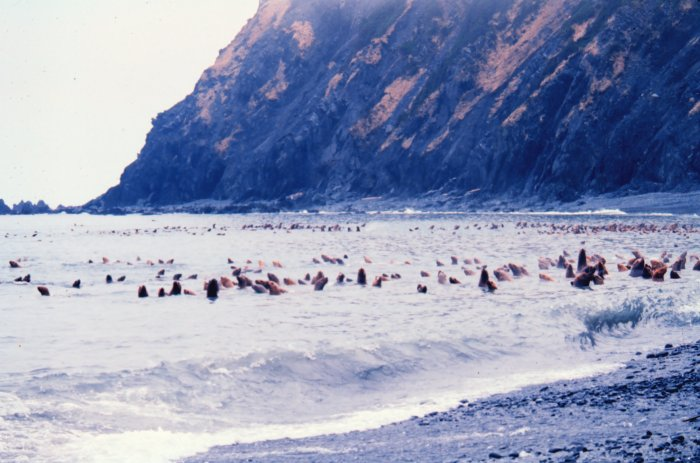
Стая сивучей на побережье о. Мидлтон в 1978 году

Мидлтон (англ. Middleton Island) — небольшой необитаемый остров в Тихом океане, 130 км юго-западнее города Кордовы, штат Аляска. В 1958—1963 годах здесь базировалась радиолокационная станция американских ВВС Мидлтон. После Великого Аляскинского землетрясения в 1964 году остров поднялся над уровнем моря на 3,7 м. На острове располагаются неработающий аэропорт и погодный радар.

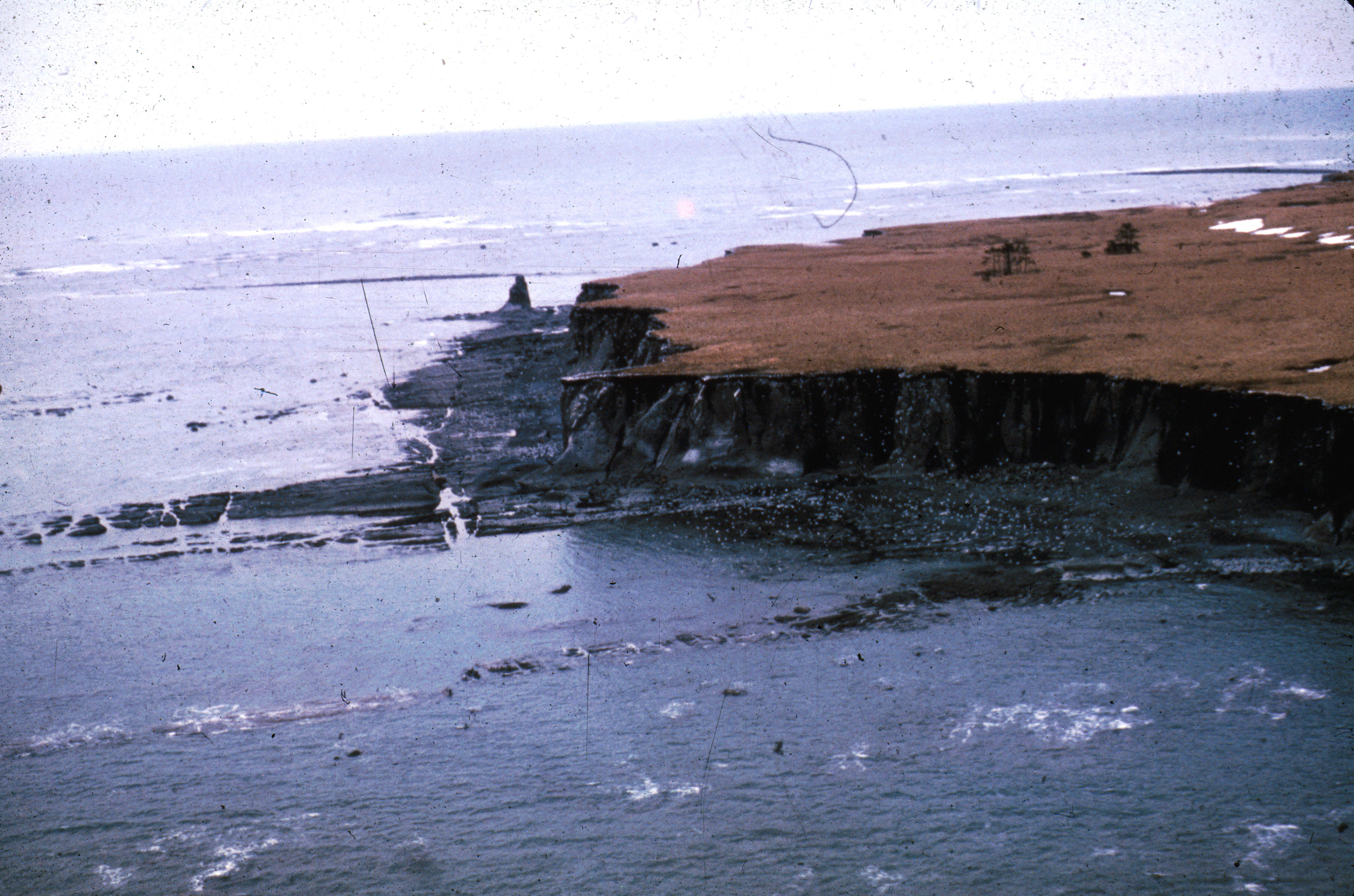
Побережье о. Мидлтон, 1964 год